# Schweißhände
Als Schweißhände, oder medizinisch Hyperhidrosis palmaris, wird die übermäßige Schweißabsonderung im Bereich der Hände bezeichnet. Diese beschränkt sich zumeist auf die Handinnenflächen und ist oft mit einem hohen psychosozialen Druck bis hin zu Einschränkungen bei der Berufs- oder Partnerwahl verbunden. Personen, die unter starkem Handschweiß leiden, ziehen sich nicht selten aus dem Alltagsleben zurück, um die als persönliche Belastung empfundene Situationen, wie zum Beispiel Händeschütteln (mit z. T. abtropfend nasser Hand), zu umgehen. Verglichen mit anderen Formen starken Schwitzens gilt übermäßiges Schwitzen an den Händen als eine der psychisch am stärksten belastenden Formen der Hyperhidrose, denn ein Schwitzen an den Handflächen ist vergleichsweise schwer therapierbar und im Alltagsleben auf Grund fehlender Umhüllung nur schwer vor Kontaktpersonen zu verbergen (Ausnahme: Handschuhe im Winter).

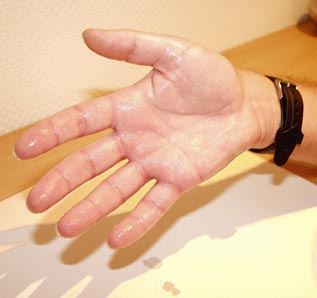
Hyperhidrose der Hand

Schweißhände an sich sind nicht automatisch ein Zeichen mangelnden Selbstbewusstseins, starker Nervosität oder Angst, können aber durch diese Zustände ausgelöst oder verstärkt werden. Teilweise geraten Betroffene deshalb in einen regelrechten Teufelskreis aus Schwitzen, Angst vor dem Schwitzen und daraus wiederum resultierenden Schwitzen.

## Ursache
Extremer Handschweiß tritt, wie die Erkrankung Hyperhidrose an sich, zumeist erst während der Pubertät auf. So geben in einer repräsentativen Umfrage aus über 3000 befragten Personen immerhin 46,6 % an, dass die Hyperhidrose erst in der Pubertät ausgebrochen ist.

## Anatomische und physiologische Grundlagen
Die Fußsohlen und Handinnenflächen sind mit besonders vielen ekkrinen Schweißdrüsen besetzt, in der Regel etwa 500 pro cm². Diese dienen nicht der Thermoregulation, sondern der besseren Haftung. Dies zeigt sich auch darin, dass die entsprechende Schweißproduktion der Hände und Füße nicht vom thermoregulatorischen Zentrum, sondern einem eigenen Zentrum des Zentralnervensystems über den sympathischen Teil des vegetativen Nervensystems gesteuert wird. Das Schwitzen der Hände und Füße (palmoplantar) wird über sympathische Nervenfasern vermittelt und tritt während des Schlafes nicht auf.

## Schweißdrüsenüberfunktion
Eine Überaktivität des vegetativen Nervensystems und eine übernormale Größe der Schweißdrüsen werden als Ursachen für eine vermehrte Schweißabsonderung angesehen, die durch weitere Faktoren zusätzlich verstärkend beeinflussbar ist. Das vermehrte Schwitzen über die gesamte Haut wird als generelle Hyperhidrose bezeichnet. Eine lokalisierte Überfunktion (fokale Form) tritt meist im Bereich der Achselhöhlen (Hyperhidrosis axillaris) oder der Hände (Hyperhidrosis palmaris) und auch der Füße (Hyperhidrosis plantaris) auf.
Bei Schweißhänden ist die Hornschicht der Haut durch das vermehrte Schwitzen häufig stark durchfeuchtet, was bei einer vorübergehenden Minderung des Schwitzens auf ein normales Maß (z. B. über Nacht) oft zu einem Austrocknen der Haut führt. Im trockenen Zustand erscheinen die Handinnenflächen deshalb rissig und die Haut kann zur Blasenbildung neigen.

### Diagnose
Eine Überfunktion der Schweißdrüsen an den Händen kann durch das Auftragen einer Iodtinktur und nach Trocknung anschließender Überpuderung mit Kartoffelstärke gemessen werden. Da der austretende Schweiß die eingepinselte und gepuderte Fläche durch eine Blaufärbung deutlich verändert, ist aus der Intensität dieser Farbveränderung auch die individuelle Ausprägung des Schweißhände erkennbar. Dieser Test ist auch für eine Verlaufskontrolle während einer Therapie geeignet.

### Hautstatus
Neben einer vermehrten bakteriellen Besiedelung kommt es häufig auch zu einer optisch sichtbaren Verschmutzung der Handinnenflächen. Dabei reagieren nasse Hände ähnlich effektiv wie ein feuchter Putzlappen auf die Aufnahme von Umgebungsschmutz wie Staub, Fasern und anderer kleineren Stoffe. Besonders deutlich wird dieser Effekt, wenn eine unter Handschweiß leidende Person ihre Hände z. B. in feinen Sand eintaucht; das Resultat dieses Versuchs wird einen einer Panierung ähnlichen optischen Effekt aufweisen, wobei auf Grund der hohen Haftung des nun mit Schweiß durchnässten Sandes kaum noch Handfläche zu erkennen sein wird.

## Medizinische Therapie
Eine fachgerechte medizinische Therapie wird in der Regel, soweit erforderlich, in folgender Reihenfolge durchgeführt (siehe auch Hyperhidrose):
- Aluminiumchlorid-Therapie
- Leitungswasseriontophorese
- Injektion von Botulinumtoxin (Botox) in die Handflächenhaut (intradermal) unter leichter Narkose in Abständen von etwa sechs Monaten
- CT-gestützte lumbale Sympathikolyse

Hierbei wird unter örtlicher Betäubung Phenol in das Ganglion des Sympathikusgrenzstranges am Th12 beidseits injiziert. Das Schwitzen an den Händen bleibt dann – bei erfolgreicher Therapie – durchschnittlich für ein volles Jahr aus.
- Endoskopische transthorakale Sympathektomie (ETS)